# باشگاه فوتبال تاپ اکس‌اکس
باشگاه فوتبال تاپ اکس‌اکس یک باشگاه فوتبال گویانی مستقر در لیندن است که در لیگ ملی فوتبال گویان رقابت می‌کند.